# Parc aux Lièvres
Le Parc aux Lièvres est un quartier de la ville d'Évry-Courcouronnes, dans le département de l'Essonne, en Île-de-France, qui comptait plus de 2 000 habitant

## Urbanisation
Le Parc aux Lièvres est construit entre 1968 et 1971 au sein de la ville d'Évry, dans le contexte des Trente Glorieuses et d'une crise nationale du mal-logement. Il comprend près de mille logements, dont 85 % sociaux. Il est articulé autour d'une vaste dalle centrale, avec cinq hautes tours montant jusqu'à quatorze étages, et de longues barres enchevêtrées. Avec plusieurs projets similaires qui sont menés dans la ville, la municipalité cherche à loger des habitants attirés par la capitale, avec comme slogan « Nous avons transféré Paris à la campagne ».

## Population
Le quartier du Parc aux Lièvres compte 2 189 habitants en 2018. C'est le sixième quartier prioritaire le plus peuplé de la ville, sur un total de neuf, le plus peuplé étant Les Pyramides avec près de 13 000 habitants. Le Parc aux Lièvres présente une population relativement jeune. Près de 38 % des habitants ont moins de 25 ans et un ménage compte en moyenne 2,2 personnes, tandis que 21 % des foyers sont des familles monoparentales et 15 % des couples avec trois enfants ou plus. 
Le taux de pauvreté s'inscrit à 32 % de la population, contre 25 % pour l'ensemble de la ville de Évry-Courcouronnes et 43,5 % pour la moyenne des quartiers prioritaires français. Le revenu médian des ménages par unité de consommation atteint 1 300 euros par mois en 2018, contre 1 500 pour la commune d'Évry-Courcouronnes. Les revenus des habitants du quartier sont constitués à 73 % de revenus du travail, 16 % de prestations sociales et le reste essentiellement de pensions de retraite. Près de 85 % des logements sont sociaux, contre 41 % pour la commune, bien au-delà du seuil minimal de 20 % requis par la loi SRU.

## Notoriété
Le Parc aux Lièvres est notamment connu pour les célèbres rappeurs qui en sont originaires, à l'instar de Koba LaD, Bolémvn, Kodes ou Shotas.
Il est aussi connu pour avoir servi de lieu de tournage au film Athena.

## Sources
- Essonne : une opération de réhabilitation sur le quartier du Parc aux Lièvres à Évry-Courcouronnes. sur lemoniteur.fr, le 5 janvier 2023
- Le Parc aux Lièvres à Evry se métamorphose sur Les Échos, le 25 septembre 2018
- Parc aux Lièvres: Sauver la mémoire d'un "village" sur France 24, le 23 février 2019